# 賴嘉汶
賴嘉汶（英語：Apple Lai Ka-man；1992年7月1日—），現任香港屯門區議會屯門北選區議員，民建聯以及新界社團聯會成員、青年民建联副秘書長，以及公屋聯會執委。

## 簡歷
中學就讀馬錦明慈善基金馬可賓紀念中學，及後修讀科廷大學市場及廣告學學士課程，于2015年加入民建聯，现担任屯門区区议员，民建聯屯門支部委員、青年民建聯青年副秘書長等职。
2016年香港立法會選舉，與梁志祥合组名單出選新界西選區，排在名單第六位。
2019年香港區議會選舉，賴嘉汶於欣田選區出選，以2203票分別打敗民主黨候選人盧偉明及實政圓桌候選人黃梓雋，令賴嘉汶成為建制派在屯門區議會的三位區議員之一，亦是民建聯在屯門區議會唯一一位議員。對於建制派大敗，賴嘉汶否認建制派做得不好，只是社會氣氛使然、選民情緒蓋過了理性。

## 政治立場
賴嘉汶屬香港建制派一員，曾形容中港關係為父子關係，認為『怎樣都不會想我們死』，相信虎毒不吃兒，而英屬香港時期，英女皇伊利沙伯二世發一句話，香港人一聲都不能出，又呼籲香港年輕人應多回內地走走看看。

## 歷屆選舉結果
| 政党   | 政党     | 候选人    | 票数  | %     | ±      |
| ------ | -------- | --------- | ----- | ----- | ------ |
|        | 實政圓桌 | ①. 黃梓雋 | 611   | 13.06 | 不適用 |
|        | 民建聯   | ②. 賴嘉汶 | 2,203 | 47.08 | 不適用 |
|        | 民主黨   | ③. 盧偉明 | 1,865 | 39.86 | 不適用 |
| 多数票 | 多数票   | 多数票    | 338   | 7.22  | 不適用 |

## 爭議言論

### 指控屯門區議會以防疫用品為名資助反對逃犯條例修訂之示威者
於2020年3月，屯門區議會討論撥款買防疫物資給予市民，其中用130萬元買防毒面具和濾罐。賴嘉汶向屯門區議會主席、民主黨陳樹英抗議，指這是變相資助示威者。陳樹英則反駁，區議會秘書處兩次招標都買不到外科口罩，所以有區議員提出改為購買可重用的防毒面具及濾罐，批評有人將事件和反修例扯上關係。

## 資料來源與註釋
1. ↑  . 民建聯.   [2021-01-08]. （原始内容存档于2021-01-10）.
2. ↑  . 屯門區議會. 2020-07-15  [2020-08-26]. （原始内容存档于2020-12-11） （中文（香港））.
3. ↑  . 明報. 2019-12-25  [2021-03-17]. （原始内容存档于2019-12-25）.
4. ↑  . 香港經濟日報. 2017-06-23  [2019-09-24]. （原始内容存档于2017-10-10）.
5. ↑  . 公屋聯會. 2020-12-14  [2021-04-02]. （原始内容存档于2020-11-29）.
6. ↑  .   [2016-10-13]. （原始内容存档于2017-11-17）.
7. ↑  . 2016-09-23  [2016-09-23]. （原始内容存档于2020-06-16）.
8. ↑  . 2019-11-25  [2020-03-28]. （原始内容存档于2021-02-12）.
9. ↑  . 大公報. 2019-11-26  [2020-05-24].
10. ↑  李偉欣; 彭毅詩; 羅家晴; 吳倬安. . 香港01. 2018-07-18  [2020-05-24]. （原始内容存档于2021-07-24）.
11. ↑  . 明報. 2020-03-11  [2020-05-24]. （原始内容存档于2020-11-27）.

## 外部連結
- 賴嘉汶的Facebook專頁
- . 屯門區議會. 2020-07-15  [2020-08-26]. （原始内容存档于2020-12-11） （中文（香港））.

| 議會席位 | 議會席位                                               | 議會席位                |
| -------- | ------------------------------------------------------ | ----------------------- |
| 新頭銜   | 屯門區議會 欣田選區區議員 2020年1月1日至2023年12月31日 | 繼任： 選區合併成屯門北 |
| 新頭銜   | 屯門區議會 屯門北選區區議員 2024年1月1日－             | 現任                    |